# مارلوس کیتلس
مارلوس کیتلس (هلندی: Marloes Keetels؛ زادهٔ ۴ مهٔ ۱۹۹۳) بازیکن هاکی روی چمن زن اهل هلند است.